# Jean-Philippe Imparato
Jean-Philippe Imparato (Sète, 27 agosto 1966) è un dirigente d'azienda francese.
È stato amministratore delegato di Alfa Romeo dal 19 gennaio 2021 ad ottobre 2024, è stato anche amministratore delegato di Peugeot dal 1º settembre 2016 al 19 gennaio 2021.

## Biografia

### Vita privata
Nato nel 1966 a Sète, nell'Hérault, Jean-Philippe Imparato è cresciuto nel sud della Francia in una famiglia appassionata di automobili. Legato orgogliosamente alle sue origini italiane (suo nonno era di Gaeta), si è laureato alla Grenoble School of Management nel 1988. Entra a far parte del Gruppo PSA all'età di 24 anni nel dicembre 1990 .

### Carriera
Ha iniziato la sua carriera come responsabile di Peugeot nel dipartimento regionale di Digione, poi ha proseguito la sua carriera in Citroën fino al 1995 come direttore regionale a Tolosa.
Nel 2003 diventa direttore della qualità e membro del comitato esecutivo di DPCA , joint venture  tra Dongfeng Motor Corporation e gruppo PSA, in Cina, zona strategica per lo sviluppo del gruppo francese . Quattro anni dopo entra a far parte dell'ufficio acquisti del gruppo, come responsabile della qualità dei fornitori .
Gestisce tuttora la rete di proprietà del Gruppo (PSA Retail) dal 2013 .
Diventa direttore generale del marchio Peugeot il 1 settembre 2016. Nella stessa data è entrato a far parte del Comitato Esecutivo del gruppo PSA, succedendo così a Maxime Picat.
Il suo arrivo in Peugeot coincide con il lancio del piano Push to Pass del Gruppo PSA, avviato dal suo presidente Carlos Tavares , e del nuovo SUV Peugeot 3008 .
Il 19 gennaio 2021, in seguito alla nascita di Stellantis dalla fusione tra PSA e FCA, viene nominato Direttore del marchio Alfa Romeo  .
Nell'ottobre 2024 è stato sostituito come CEO Alfa Romeo da Santo Ficili il quale ha acquisito lo stesso ruolo anche per il brand Maserati .